# 218
Зміна імператора в Римській імперії. У Китаї продовжується криза династії Хань, найбільшою державою на території Індії є Кушанська імперія, у Персії доживає останні роки Парфянське царство.
На території лісостепової України Черняхівська культура. У Північному Причорномор'ї готи й сармати.

## Події
- 16 травня тітка покійного Каракалли Юлія Меза проголошує імператором свого 14-річного онука Геліогабала.
- 8 червня в битві при Антіохії війська Геліобала завдають поразки військам імператора Макріна.
- Макріна та його сина Діадумена страчено.

## Народились
- Квінтілл, майбутній римський імператор.
- Галлієн, майбутній римський імператор.

## Померли
- Макрін
- Діадумен